# アンバランス (sacraの曲)
「アンバランス」は日本のバンド、sacraのメジャー2枚目
のシングル。

## 解説
- 前作から5ヶ月ぶりに発売された。
- インディーズ時代のを含めれば7枚目のシングル
- 5曲目に収録されている｢手のひらを太陽に｣（日本の童謡をカヴァー）は、フジテレビ系列の番組『めざましテレビ』のタイアップになった。

## 収録曲
1. アンバランス（作詞作曲：木谷雅、編曲：sacra＆平川達也）
2. 夏の幻 （作詞：木谷雅、作曲：足土貴英、編曲：sacra＆平川達也）
3. アンバランス(back track)
4. 夏の幻(back track)
5. 手のひらを太陽に